# Chipko-Bewegung

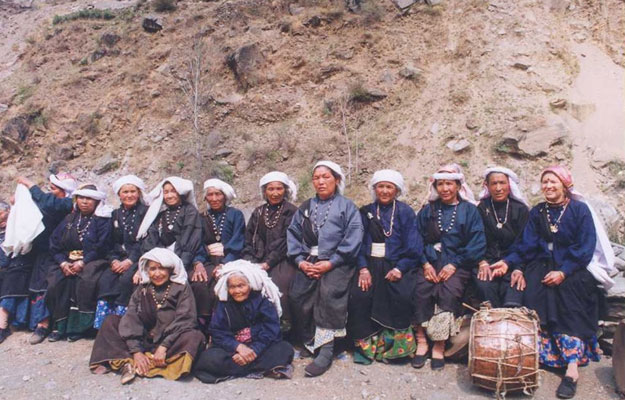
Gemeinsames Treffen von Bewegungsteilnehmerinnen von 1974 nach 30 Jahren

Die Chipko-Bewegung (Hindi चिपको आन्दोलन Chipko Andolan) ist eine indische Umweltschutzbewegung. Ausgangspunkt war eine Bewegung von Dorfbewohnern – vor allem Frauen – in der Region Uttarakhand (Uttaranchal) in den 1970er Jahren, die sich gegen die kommerzielle Abholzung und die daraus resultierende Zerstörung ihrer Lebensgrundlagen wandten. Bekannt wurde die Chipko-Bewegung für ihre Methode, Bäume zu umarmen, um deren Fällung zu verhindern. Der Name der Bewegung stammt vom Hindi-Wort für „festhalten“ oder „dranbleiben“. Im Jahr 1987 wurde die Chipko-Bewegung mit dem Right Livelihood Award ausgezeichnet.

## Geschichte
In den 1970er Jahren wurde im indischen Himalayagebiet vielerorts massiv abgeholzt. Insbesondere wurden die lokal angepassten Banj (Himalaya-Eichen)-Wälder abgeholzt und durch rentablere, aber standortfremde und nicht angepasste Baumarten ersetzt. Dies führte zu einer starken Beeinträchtigung des Ökosystems, Erosion und Überschwemmungen nahmen zu und beeinträchtigten die Lebensgrundlagen der Bevölkerung.
Vor diesem Hintergrund kam es im April 1973 im Dorf Mandal im Alakananda-Tal zur ersten spontanen Chipko-Aktion. Dort hatte eine Sportartikelfirma eine Konzession für die Nutzung des Waldes erhalten, welche den Dorfbewohnern zuvor verweigert worden war, als diese Holz zur Herstellung von Werkzeugen gewinnen wollten. Ermutigt von einer lokalen NGO und angeführt von dem Aktivisten Chandi Prasad Bhatt, gingen die Frauen des Ortes in den Wald, bildeten einen Kreis um die Bäume und hinderten die Holzfäller daran, den Wald abzuholzen.
In Reni Village, 1974, blockierte eine Frauengruppe unter der Führung von Mrs. Ganra Devi Holzfällergruppen und ermahnten sie mit dem Lied: This forest is our mother's home, we will protect it with all our might.

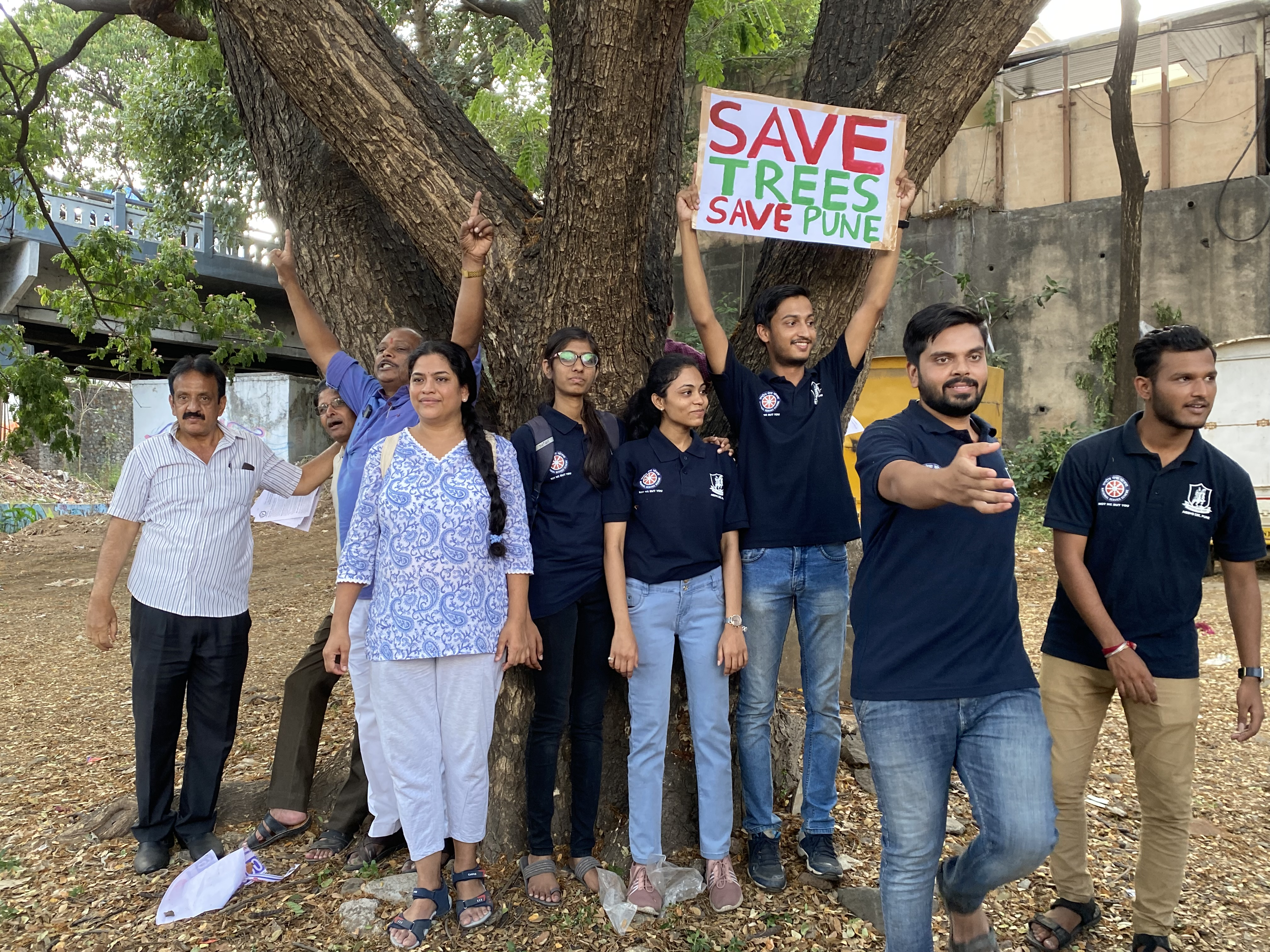
Baumumarmungsaktion der Cipko-Bewegung in Pune (2023)

In den folgenden Jahren weitete sich die Chipko-Bewegung weiter aus. Einflussreiche Führer der Chipko-Bewegung waren Sudesha Devi, Chandi Prasad Bhatt, Bachhni Devi und Sunderlal Bahuguna. Auch Vandana Shiva war in den 1970er Jahren in die Bewegung involviert.
Vielerorts gelang es der Chipko-Bewegung, Abholzungen zu verhindern.
Die Proteste der Chipko-Bewegung führten 1980 in Uttar Pradesh zu einem 15-jährigen Verbot durch Premierministerin Indira Gandhi, Bäume in den höheren Lagen des Himalajas zu fällen. Ein ähnliches Verbot wurde später in den Staaten Uttaranchal und Himachal Pradesh erlassen. Indira Gandhi war der Ansicht, dass sich in der Chipko-Bewegung das soziale Gewissen Indiens zeige.

## Rezeption
Vandana Shiva sieht in der Struktur der Chipko-Bewegung die These widerlegt, dass Bewegungen von außenstehenden, charismatischen Führungspersönlichkeiten initiiert und aufrechterhalten werden. Für sie ist hier wesentlich, dass gewöhnliche Frauen für eine lokal verankerte Führung Sorge trugen. Der Protest der Chipko-Bewegung unterscheidet sich nach Maria Mies von früherer Industrialismus- und Fortschrittskritik dadurch, dass die Kritik von Menschen formuliert wird, die an der untersten Ebene der globalen Ausbeutungs- und Verteilungspyramide stehen, und nicht nur von der urbanen Mittelklasse der Industriestaaten.

## Vorläufer
Aktionen, die denen der Chipko-Bewegung ähneln, gab es in Indien bereits zuvor, als sich um 1730 im Dorf Khejarli in Rajasthan die Bishnoi gegen die Abholzung von Khejri-Bäumen durch Soldaten des Maharadschas von Jodhpur zur Wehr setzten. Hierbei sollen 363 Dorfbewohner umgekommen sein. Der Protest war jedoch schließlich erfolgreich, und der Maharadscha erließ ein Dekret gegen die Abholzung.